# Über Frauen
Über Frauen ist eine Essaysammlung der US-amerikanischen Publizistin und Schriftstellerin Susan Sontag. Die Texte stammen aus den Jahren 1972 bis 1975 und wurden im April 2024 im Hanser Verlag erstmals auf Deutsch veröffentlicht. Herausgegeben wurde die Sammlung von David Rieff, Sontags Sohn, in der Übersetzung von Kathrin Razum. Die 2023 erschienene amerikanische Ausgabe trägt den Titel On Women.

## Inhalt

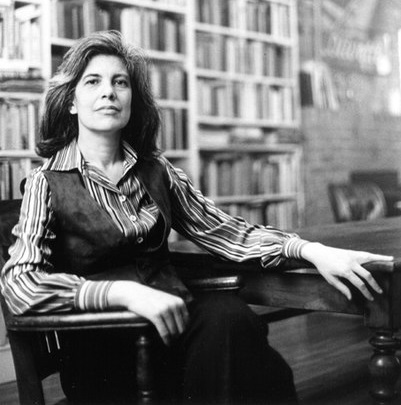
Susan Sontag 1979

Über Frauen versammelt vier Essays, einen Fragebogen, ein Interview und einen schriftlichen Austausch mit der feministischen Dichterin Adrienne Rich. Die Texte setzen sich mit Themen wie Geschlechterungleichheit, weiblichem Altern, Schönheit, Sexualität und Macht auseinander.
- Zweierlei Maß. Altern ist nicht gleich Altern. (Originaltitel: The Double Standard of Aging) erschien erstmals 1972 in der Saturday Review und wurde später in Susan Sontag: Essays of the 1960s & 70s (2013) erneut veröffentlicht.
- Die Dritte Welt der Frauen. (Originaltitel: The Third World of Women) wurde 1973 in der Zeitschrift Partisan Review veröffentlicht und später in Susan Sontags Essays of the 1960s & 70s (2013) erneut aufgenommen.
- Die Schönheit einer Frau. Herabsetzung oder Machtquelle? (Originaltitel: A Woman's Beauty: Put-Down or Power Source?) erschien erstmals 1975 in der Vogue und wurde später in Susan Sontags Essays of the 1960s & 70s (2013) erneut veröffentlicht.
- Schönheit. Wie wird sie sich als Nächstes verwandeln? (Originaltitel: Beauty: How Will it Change Next?) erschien erstmals 1975 in der Vogue und wurde später in Susan Sontags Essays of the 1960s & 70s (2013) erneut veröffentlicht.
- Faszinierender Faschismus (Originaltitel: Fascinating Fascism) erschien erstmals 1975 in der New York Review of Books und wurde später in Under the Sign of Saturn (1980) sowie in A Susan Sontag Reader (1982) veröffentlicht.
- Feminismus und Faschismus. Ein Austausch zwischen Adrienne Rich und Susan Sontag (Originaltitel: Feminism and Fascism: An Exchange Between Adrienne Rich and Susan Sontag) erstmals erschienen 1975 in The New York Review of Books.
- Das Salmagundi-Interview (Originaltitel: The Salmagundi Interview) erschien erstmals 1975 in Salmagundi und wurde später in A Susan Sontag Reader (1982) veröffentlicht.

## Deutschsprachige Übersetzung
Mit Ausnahme des Textes Faszinierender Faschismus, der bereits im Band Im Zeichen des Saturn erschien, erscheinen die Texte in Über Frauen erstmals in deutscher Übersetzung. Das Buch wird von Sontags Sohn David Rieff herausgegeben und unterscheidet sich in der deutschen Ausgabe von der englischsprachigen Fassung durch das Fehlen von Entstehungshintergrund und Quellenangaben. Während die englische Ausgabe On Women die sieben Texte der ersten Hälfte der 1970er-Jahre zuordnet, die größtenteils in Zeitschriften veröffentlicht wurden, fehlt in der deutschen Ausgabe auch das Vorwort der Literaturwissenschaftlerin Merve Emre.

## Rezensionen
Anna Leszkiewicz schrieb eine Rezension in der Zeitschrift The New Statesman: „Und doch muss man bei der Lektüre dieser Sammlung zu dem Schluss kommen, dass die Frauen nicht wirklich Sontags Thema waren. Echte Frauen sind seltsam abwesend: Es gibt nur wenige Personen, die besprochen werden. Sontag interessiert sich nicht für Frauen als Menschen, sondern als politische Kategorie - sie werden in abstrakten, theoretischen Begriffen betrachtet.“ Und abschließend: „Sie wurde zu einer Ikone des weiblichen Intellektualismus, ohne sich der ihrer Meinung nach „unablässigen Rhetorik“ des Feminismus zu verschreiben. Der Versuch, Sontags Feminismus explizit zu machen, wie es diese Sammlung tut, lässt ihn nur noch verworrener und komplexer erscheinen. Sie schaut zu uns. Dann schaut sie weg.“
Für das Zeit-Magazin schrieb die Journalistin und Schriftstellerin Antonia Baum: „Wie in fast allen Essays sagt Sontag auch in Über Frauen kaum „ich“. Sie schreibt über das Altern, als sei sie keine alternde Frau, sie wählt die Zentralperspektive und damit eine typischerweise weißen Männern zugeordnete Schreibhaltung, in der das Subjektive ganz selbstverständlich enthalten ist. Das Ich ist so absolut, dass es allgemein gilt. Dagegen gilt das Bekenntnishafte, eng am eigenen Leben, aus der Ich-Perspektive Geschriebene (in der Literatur, in Essays) traditionell als weiblich (Sylvia Plath, Joan Didion, Annie Ernaux, Siri Hustvedt, Rachel Cusk, Leslie Jamison, um nur ein paar zu nennen), was vielleicht – auch – so zu erklären ist, dass Frauen sich in diesen männlichen Universalstandpunkten nicht wiederfanden.“
Marianna Lieder schrieb für die FAZ: „Wer in dem Band zeitlose feministische Impulse sucht, wird selten fündig. Als Dokument zur intellektuellen Entwicklung Sontags ist er eine Fundgrube.“
Anna-Lisa Dieter für die Süddeutsche-Zeitung: "On Women" ist vor allem als Dokument einer Zwischenphase in Sontags Werk interessant: nach den Essays der Sechziger und vor ihren Texten über Fotografie und Krankheit Ende der Siebziger. Der Band zeigt Sontags Ringen um eine Haltung zum Feminismus, ein Thema, das ihr weniger lag als die Themen ihrer großen Essays.

## Originalausgabe
- Susan Sontag: On Women. New York, Picador, 2023, ISBN 978-1-25087-686-7.

## Übersetzung
- Kathrin Razum: Über Frauen. Carl Hanser Verlag, 2024, ISBN 978-3-446-27482-2.